# Vita media
La vita media {\displaystyle \tau } di un nuclide radioattivo o di una particella subatomica radioattiva è il tempo medio che deve statisticamente trascorrere prima che il radionuclide decada. Più precisamente, è il tempo dopo il quale il numero dei nuclei iniziali si è ridotto a un fattore 1/e del numero iniziale. Tale valore è legato al tempo di dimezzamento (o emivita) t1/2 e alla costante di decadimento {\displaystyle \lambda } dalla semplice relazione di proporzionalità:
{\displaystyle \tau ={\frac {1}{\lambda }}={\frac {t_{1/2}}{\ln 2}}}
dove con {\displaystyle \tau } si è indicata la vita media e con {\displaystyle t_{1/2}} il tempo di dimezzamento.

## Derivazione matematica
Se al tempo {\displaystyle t=0} si hanno {\displaystyle N_{0}} nuclei radioattivi, il numero {\displaystyle N(t)} di nuclei ancora non decaduti al tempo {\displaystyle t} sarà dato dalla relazione:
{\displaystyle N(t)=N_{0}e^{-\lambda t}=N_{0}e^{-t/\tau }=N_{0}2^{-t/t_{1/2}}}
dove {\displaystyle \lambda } è la costante di decadimento, {\displaystyle \tau } è la vita media mentre {\displaystyle t_{1/2}} è il tempo di dimezzamento. La vita media di un elemento radioattivo dà l'intervallo di tempo in cui il numero di particelle presenti {\displaystyle N} si riduce di {\displaystyle {\frac {1}{e}}} volte il numero iniziale di particelle:
{\displaystyle N(\tau )={\frac {N_{0}}{e}}={\frac {N_{0}}{2,718}}}
Il nome "vita media" dipende dal fatto che può essere calcolato come media integrale nel seguente modo:
{\displaystyle \tau :=\langle t\rangle ={\frac {\int _{0}^{\infty }{tN_{0}e^{-\lambda t}\,\mathrm {d} t}}{\int _{0}^{\infty }{N_{0}e^{-\lambda t}\,\mathrm {d} t}}}={\frac {1}{\lambda }}}
dove {\displaystyle e^{-\lambda t}} rappresenta la probabilità del radionuclide di sopravvivere nell'intervallo che va da zero fino all'istante t.